# Zabłocie (Gosławice)
Zabłocie – część wsi Gosławice w Polsce, położona w województwie łódzkim, w powiecie radomszczańskim, w gminie Kodrąb.
W latach 1975–1998 Zabłocie administracyjnie należało do województwa piotrkowskiego.